# جيمي فيك
جيمي فيك (بالإنجليزية: Jamie Feick)‏ مواليد 3 يوليو 1974 في ليكسنغتن، هو لاعب كرة سلة أمريكي معتزل. بدأ مسيرته الاحترافية في سنة 1996. تم اختياره من قبل فريق فيلادلفيا سفنتي سيكسرز خلال الدرافت. يبلغ طوله 6 قدم 9 بوصة (2.1 م). اعتزل اللعب في 2001. أحرز خلال مسيرته في الإن بي إيه 911 نقطة بمعدل 4.5 نقاط في المباراة الواحدة.

## المسيرة الاحترافية
لعب مع شارلوت هورنتس في سنة 1997، ثم لعب مع سان أنطونيو سبرز في سنة 1997، ثم لعب مع بالونكيستو مالقا في الدوري الإسباني في سنة 1997، ثم لعب مع ميلووكي باكز من سنة 1997 إلى 1999، ثم لعب مع بروكلين نتس من سنة 1998 إلى 2003.

## روابط خارجية
- جيمي فيك على موقع إن بي أي (الإنجليزية)
- جيمي فيك على موقع سبورتس رفرنس (الإنجليزية)
- جيمي فيك على موقع الدوري الإسباني لكرة السلة (الإسبانية)
- جيمي فيك على موقع كرة السلة الأوروبية.كوم (الإنجليزية)
- جيمي فيك على موقع كلية كرة السلة في سبورتس رفرنس.كوم (الإنجليزية)
- جيمي فيك على موقع ريلجم (الإنجليزية)
- جيمي فيك على موقع بروبوليرز (الإنجليزية)
- جيمي فيك على موقع سبورتس رفرنس (الإنجليزية)